# Jean-Denis Beaudoin
Jean-Denis Beaudoin, né le 13 mai 1991, est un acteur, comédien et dramaturge québécois. Il a été formé au Conservatoire d'art dramatique de Québec. Il s'est fait connaître grâce à sa toute première pièce, Mes enfants n'ont pas peur du noir en 2014. Il est aussi le directeur artistique de la compagnie La Bête noire dont il est propriétaire.

## Biographie
Jean-Denis Beaudoin naît le 13 mai 1991. 
Très jeune, il a été mis en contact avec le théâtre par son père. Ce dernier mettait en scène une pièce de théâtre dans une école de Bellechasse. Beaudoin a assisté à certaines répétitions et à la première du spectacle. C’est à ce moment-là que l'idée faire du théâtre lui est venue. 
Beaudoin a participé à plusieurs pièces depuis 2010, notamment Trick Or Treat de Jean-Marc Dalpé en 2014, Dans le bois de David Mamet aussi en 2014 et sa propre pièce Mes enfants n'ont pas peur du noir en 2014.  
Il a également écrit quelques pièces telles que Mes enfants n'ont pas peur du noir (2014), Épicerie (2016) et Dévoré(s) (2019),.  
Le dramaturge a aussi reçu plusieurs distinctions, notamment le Prix du meilleur spectacle de la relève de Première Ovation et de la Ville de Québec pour Mes enfants n'ont pas peur du noir en 2016 et la Bourse du meilleur spectacle de la relève 2014-2015 de Première Ovation pour Mes enfants n'ont pas peur du noir en 2014-2015,. 

### Études
Il a étudié au Conservatoire d’art dramatique de Québec de 2010 à 2013. Il a obtenu en 2013 son diplôme du profil d’interprétation (jeu),. Il a également étudié au Cégep Limoilou, situé à Québec, de 2008 à 2010 dans le programme préuniversitaire Arts et lettres, profil théâtre. 

## Son œuvre
À ce jour, le dramaturge a écrit trois pièces intitulées Mes enfants n'ont pas peur du noir (2014), Épicerie (2015) et Dévoré(s) (2019). 

### Inspirations
Beaudoin cite David Lynch, Thomas Vinterberg, Jean Marc Dalpé et Serge Boucher comme réalisateurs et auteurs qui l’inspirent.

### Motivation
Il a déclaré qu’il faisait du théâtre « parce qu’il me semble que nous, en tant qu’individus, groupes, peuple, désespérons d’être ensemble, de former un tout, d’être l’humanité. »

### Processus de création
Beaudoin écoute des musiques de film lorsqu’il écrit, car celles-co lui permettent de se placer dans différentes ambiances qui teintent les diverses scènes de ses textes.

### Style
Le style de ce dramaturge est caractérisé par la présence de ce qu'il est possible de nommer "l'inquiétante étrangeté". En effet, toutes les pièces de Beaudoin flirtent avec le genre du thriller, genre où le lecteur ou le spectateur sont tenus en haleine par des éléments de suspense jusqu'au dénouement de la pièce. Tout au long de ses pièces, le lecteur ou le spectateur sont intrigués et cherchent à comprendre ce qui se passe dans les univers inquiétants et étranges dans lesquels s'inscrivent les œuvres de Beaudoin.    

### Œuvres marquantes

#### Mes enfants n'ont pas peur du noir (2014)

##### Inspiration
Beaudoin a expliqué d’où il a puisé son inspiration pour sa toute première pièce : « Mon récit est librement inspiré du conte pour enfants Hansel et Gretel qui est un conte terriblement cruel, avouons-le. L’histoire est simple, des parents pauvres (un père et une belle-mère dans certaines versions) décident d’abandonner leurs deux jeunes enfants, Hansel et Gretel, dans la forêt parce qu’ils n’ont plus assez d’argent pour les nourrir. L’essentiel est là. S’en suivra plusieurs mésaventures qui, honnêtement, nous intéressent un peu moins ici. Voici ce qui m’a frappé d’Hansel et Gretel : L’individualisme, la perte des valeurs familiales, la perte de sens jusqu’à l’égarement [individuel et donc] collectif. […] Ce sont ces thèmes et ces questions qui ont guidé l’écriture de mon texte.»
Cette pièce est inspirée d’histoires vraies et vécues entre l’auteur et son frère. D’ailleurs, bien que la pièce présente les deux frères comme étant tordus et violents, Beaudoin précise qu’il est en excellente relation avec son frère.

##### Contexte de production
Beaudoin dira : « J’ai écrit Mes enfants n’ont pas peur du noir la nuit, le soir aussi, mais surtout la nuit. Avec la lumière de mon écran d’ordinateur comme seule veilleuse.» 

###### Présentation
La pièce a été présentée une première fois en 2014 au Théâtre Premier Acte du 18 novembre 2014 au 6 décembre 2014. Elle a été produite par La Bête Noire, compagnie cofondée par Beaudoin,. La pièce a été présentée une seconde fois en 2016 au Centre du théâtre d’aujourd’hui de Montréal du 15 novembre 2016 au 3 décembre 2016,.

##### Publication
La pièce a été écrite en 2014, mais a été publiée aux éditions L’Instant même dans la collection L’Instant scène en 2016.

#### Épicerie (2015)
Il s’agit d’une pièce appartenant au genre du thriller. 

##### Volonté de l'auteur
Beaudoin a lui-même dit de sa pièce qu’elle « propose une réflexion sur notre société moderne, sur l’individualité en lien avec la spiritualité, sur la place du théâtre aujourd’hui (du point de vue artificiel et naturel), sur les artistes (et la sincérité de leur démarche) et, par le fait même, sur l’être humain en quête de liberté, de sens. » Elle « émerge d’un besoin réel, celui de communiquer, d’entrer en relation. Cette fiction est une parabole sur la difficulté qu’éprouve un individu à s’ancrer dans une société qui refuse l’échec et valorise l’individualité. Elle propose une réflexion sur la recherche d’identité sociale de tous ceux qui cherchent à comprendre le monde dans lequel ils évoluent et à se comprendre en fonction des codes générés par ce monde sans pitié.»

##### Présentation
La pièce, écrite en 2015, a été présentée du 16 février 2016 au 5 mars 2016 au Théâtre Premier Acte. Elle a été produite par sa société,.

#### Dévoré(s) (2019)

##### Synopsis
Il n'existe aucun synopsis écrit de cette pièce. Toutefois un court extrait audio dévoilé par le Théâtre Périscope donne le ton de la pièce.

##### Présentation
La pièce sera présentée au Théâtre Périscope en 2019. Elle sera elle aussi produite par sa société,.

##### Publication
Dévoré(s) paraîtra en 2019 chez L’Instant même dans la collection L’Instant scène.

## Distinctions

### Prix
Il est détenteur de plusieurs prix : le Prix Gratien-Gélinas du Centre des auteurs dramatiques - mention spéciale pour Dévoré(s) (2018),,, le Prix Soutien à la dramaturgie de la Ville de Québec pour Dévoré(s) (2017),, le Prix du meilleur spectacle de la relève de Première Ovation et de la Ville de Québec pour Mes enfants n’ont pas peur du noir (2016) et le Prix d’écriture dramatique du Carrefour international de théâtre de Québec pour Épicerie (2014),,.

### Nominations
Il a été nommé pour plusieurs prix : le Prix Nicky Roy pour la meilleure performance pour un acteur de la relève dans le rôle de Cracked dans Trick or Treat (2014), le Prix Nicky Roy pour la meilleure performance pour le rôle de Nick dans Dans le bois (2015), le Prix de l’Association québécoise des critiques de théâtre (AQCT) Meilleur texte Québec pour Épicerie (2016) et le Prix de l’Association québécoise des critiques de théâtre (AQCT) Meilleur texte Montréal pour Mes enfants n’ont pas peur du noir (2017).

### Bourses
Il est détenteur de deux bourses : la Bourse de soutien à la dramaturgie de Première Ovation pour son projet Dévoré(s) (2017) et la Bourse du meilleur spectacle de la relève 2014-2015 de Première Ovation pour Mes enfants n’ont pas peur du noir (2014-2015),.

### Résidences
Il a effectué quelques résidences, soit une à la Sala Beckett de Barcelone et du Centre des auteurs dramatiques pour sa courte pièce Ce qui est invisible (2018), une au Southern Rep Theater en Nouvelle-Orléans dans le cadre du Tennessee Williams Festival pour My Children Are Not Afraid Of The Dark (version anglais de Mes enfants n'ont pas peur du noir) (2017) et une au Festival de théâtre d’Avignon – Consulat de France et Carrefour international de théâtre de Québec pour Épicerie (2015),.

## Participations

### Interprétations
,,
| Pièce                                                                             | Rôle                                          | Auteur                                                                  | Mise en scène                   | Théâtre                                                 |
| Antigone (2019)                                                                   | Hémon                                         | Sophocle (Pascale Renaud-Hébert, Marjolaine Beauchamp, Annick Lefebvre) | Olivier Arteau                  | Théâtre Le Trident                                      |
| Basse-Ville (2019) ,                                                              | Gars                                          | Thomas Gionet-Lavigne                                                   | Thomas Gionet-Lavigne           | Théâtre de la Licorne                                   |
| Le vrai monde ? (2018),                                                           | Claude                                        | Michel Tremblay                                                         | Marie-Hélène Gendreau           | Théâtre du Trident                                      |
| Le septième continent, où tu vas quand tu dors en marchant.? (2017)               | Celui qui semble être le roi                  | Élène Pearson et Olivier Arteau                                         | Élène Pearson et Olivier Arteau | Carrefour international de théâtre de Québec            |
| Nelson (2016) ,                                                                   | Romain Casgrain                               | Jean-Robert Charrier                                                    | Michel Poirier                  | Théâtre Beaumont St-Michel                              |
| Le monde sera meilleur (2015-2016)                                                | Un ami et Hamlet                              | Édith Patenaude                                                         | Édith Patenaude                 | Théâtre Périscope                                       |
| Le désordre, où tu vas quand tu dors en marchant… ? (2015-2016)                   | Le compteur d’étoile                          | Les Écornifleuses                                                       | Les Écornifleuses               | Carrefour international de théâtre de Québec            |
| Bousille et les justes (2015-2016),                                               | Le frère Nolasque                             | Gratien Gélinas                                                         | Jean-Philippe Joubert           | Théâtre de La Bordée (en tournée au Québec)             |
| Vendre ou rénover, Combat théâtral autour des classiques de la dramaturgie (2015) | Vendre Citrouille de Jean Barbeau             | Maryse Lapierre et Jean-Denis Beaudoin                                  | Alexandre Fecteau               | Théâtre Périscope                                       |
| Mes enfants n’ont pas peur du noir (2014-2015)                                    | Joe                                           | Jean-Denis Beaudoin                                                     | Édith Patenaude                 | Théâtre Premier Acte et Centre du théâtre d’aujourd’hui |
| Dans le bois (2014),                                                              | Nick                                          | David Mamet                                                             | Danielle La Saux                | Théâtre Premier Acte                                    |
| Le parquet, où tu vas quand tu dors en marchant… ? (2014)                         | Boursier                                      | Samuel Matteau                                                          | Samuel Matteau                  | Carrefour international de théâtre de Québec            |
| Trick or treat (2014)                                                             | Cracked                                       | Jean-Marc Dalpé                                                         | Olivia Palacci                  | Théâtre Premier Acte                                    |
| Willy Protagoras enfermé dans les toilettes (2013)                                | Abgar Philisti-Ralestine et Hakim Mahkoum     | Wajdi Mouawad                                                           | Jonathan Gagnon                 | Théâtre du Conservatoire d’art dramatique de Québec     |
| La boîte (2013),                                                                  | Bobby Watson fils                             | Le collectif Chapeau après un incendie                                  | Jacques Lessard                 | Théâtre Premier Acte                                    |
| Amen (2013)                                                                       | Jéricho                                       | Nicolas Drolet et Dominic Desnoyers                                     | Dominic Desnoyers               | Théâtre du Vieux bureau de poste                        |
| Chemins invisibles, Le hangar des oubliés (2013),                                 | Le contremaître                               | Cirque du Soleil                                                        | Martin Genest                   | Agora du Vieux Port de Québec                           |
| The bookshop (2012),                                                              | Samuel                                        | Marie-Josée Bastien                                                     | Frédéric Dubois                 | Théâtre du Gros mécano                                  |
| Cowboy Town (2012),                                                               | Billy                                         | François Devost et Alexandre Morais                                     | François Devost                 | Artefacts et artifices                                  |
| The pain in the ass (version anglaise de L’emmerdeur) (2011),                     | Tous les personnages en traduction simultanée | Francis Veber                                                           | Marie-Josée Bastien             | Théâtre Voix d’accès et Théâtre du Petit Champlain      |
| Où tu vas quand tu dors en marchant… ? (2009-2010)                                | Drag-Queen en échasse                         | Frédéric Dubois                                                         | Frédéric Dubois                 | Carrefour international de théâtre de Québec            |

### Mise en scène
Il a fait la mise en scène de sa pièce Épicerie en 2016 au théâtre Premier Acte,,.

### Adaptations
Il a adapté deux pièces : Brigands en 2018 qui est une adaptation de Les Brigands de Friedrich von Schiller, ainsi que Les meilleurs amis du monde en 2017 (au Théâtre de la Dam-en-terre, produite par le Théâtre Voix d'Accès) et en 2018 (au du Théâtre du Petit Champlain) qui est une adaptation de J'aime beaucoup ce que vous faites de Carol Greep.

### Lectures publiques et laboratoires d'écriture
En 2014, il a participé à Les Chantiers, construction artistique du Carrefour international de théâtre de Québec où il a fait une lecture publique de Mes enfants n'ont pas peur du noir. En 2015, il a de nouveau participé à Les Chantiers, où il a fait une lecture publique d'Épicerie. La même année, il participe pour la première fois au Festival du Jamais Lu au Québec, qui en était à sa cinquième édition en 2015. Dans le cadre de ce festival, il participe à Vendre ou rénover, Combat théâtral autour des classiques de la dramaturgie où il vend la pièce Citrouille de Jean Barbeau. En 2016, il participe l'Accélérateur de particules de la sixième édition du Festival du Jamais Lu de Québec. Il y fait la lecture publique de Dévoré(s). En 2017, il participe au Tennessee Williams Festival de Nouvelle-Orléans. En 2018, il participe au Festival GREC de Barcelone où il fait la lecture publique de Blinding Light (version anglaise et catalane de Ce qui est invisible, courte pièce). La même année, il participe à Dramaturgie en dialogue où il fait la lecture publique de Brigands, une adaptation de Les Brigands de Friedrich von Schiller. Toujours la même année, il participe au Festival de Théâtre national de Finlande à Helsinky où il fait la lecture publique de My Children are not afraid of the dark (version anglaise de Mes enfants n’ont pas peur du noir). Puis, toujours en 2018, il participe à l'Accélérateur de particules de la huitième édition de Festival du Jamais Lu de Québec où il fait la lecture publique de Ce qui est invisible.

## La Bête Noire
En 2014, Beaudoin fonde au Québec la compagnie La Bête Noire, surnommée BN, avec deux autres comédiens : Maxime Beauregard et Simon Lepage,. Il en est le directeur artistique. La Bête Noire a produit jusqu’à présent trois textes : Trick or Treat de Jean-Marc Dalpé en 2014 (mise en scène de Olivia Palacci), Mes enfants n’ont pas peur du noir de Beaudoin lui-même en 2014 et en 2016 (mise en scène d’Édith Patenaude) ainsi qu’Épicerie (2016) écrit et mis en scène par Beaudoin,.